# سید عباس کوثری
سید عباس کوثری (زاده ۲۵ شهریور ۱۳۴۸) روزنامه نگار، داستان‌نویس و کاریکاتوریست اهل افغانستان است. وی همچنین به نوشتن فیلمنامه و نمایشنامه‌رادیویی نیز می‌پردازد.

## زندگی‌نامه
سید عباس کوثری در ۱۶ سپتامبر سال ۱۹۶۹ (۲۵ شهریور ۱۳۴۸) متولد شد. وی در شش سالگی به مکتب رفت. دوران نوجوانی و جوانی وی مقارن حمله شوروی و پس از آن جنگ‌های داخلی افغانستان شد. کوثری پس از فراغت از لیسه/دبیرستان «باختر» مزارشریف، وارد دانشگاه بلخ شد و در رشته حقوق و علوم سیاسی تحصیل کرد.
کوثری پس از حمله طالبان به مزارشریف به ایران رفت و در اصفهان در یکی از مکاتب مهاجران افغان، به عنوان معلم مصروف کار شد. وی همچنین به همکاری با «خانهٔ کاریکاتور اصفهان» پرداخت و در چند نمایشگاه کاریکاتور شرکت کرد. کوثری در همین دوران به نوشتن داستان روی می‌آورد.
وی در سال ۲۰۰۱ به افغانستان بازمی گردد و در کابل به عنوان کاریکاتوریست و طراح در نشریه «اندیشه نو» که مربوط «اتحادیه فرهنگیان افغانستان» می‌شد، مشغول به کار می‌شود. سید عباس کوثری در سال ۲۰۰۳ یک مجموعه داستان چاپ می‌کند. وی در جنوری سال ۲۰۰۹ به عنوان فیلمنامه‌نویس در تلویزیون طلوع مشغول به کار شد. کوثری، پس از اگست ۲۰۰۹ به عنوان مدیر مسوول «هفته نامه بهار» شروع به کار می‌کند. وی در این هفته‌نامه مطالبی طنز نیز می‌نویسد. پس از بسته شدن نشریه به دلیل مسائل مالی کوثری به عنوان آمر نشرات اداره ملی آمادگی مبارزه با حوادث افغانستان کار خود را آغاز می‌کند. وی سپس مدیر نشرات یک تلویزیون خصوصی می‌شود.
وی همچنین مدیر مسئول هفته‌نامه ائتلاف ملی افغانستان که متعلق به ائتلاف ملی افغانستان به رهبری عبدالله عبدالله می‌باشد، بود.

## آثار
از سید عباس کوثری یک مجموعه داستان به نام «و... آسمان همین رنگ بود!» در کابل چاپ شده‌است.

## پی نوشت‌ها
1. 1 2 3 4  دویچه وله، سید عباس کوثری: مثل بُته‌های بیابان هستم، 07.06.2011.
2. ↑  «روزنامه ۸ صبح، منیژه باختری، طنز در تقابل با زنان؛ اما چرا؟، ۳۰ سرطان ۱۳۸۸». بایگانی‌شده از اصلی در ۱۱ نوامبر ۲۰۱۳. دریافت‌شده در ۱۱ نوامبر ۲۰۱۳.
3. ↑  «نسخه آرشیو شده» (PDF). بایگانی‌شده از اصلی (PDF) در ۲ ژانویه ۲۰۱۴. دریافت‌شده در ۲ ژانویه ۲۰۱۴.
4. ↑  محمدی، محمد حسین، (۱۳۸۳) ادبیات معاصر افغانستان، فصلنامه بخارا، شماره ۳۶، خرداد ۱۳۸۳، صفحه ۲۱۳.